# Latokartano

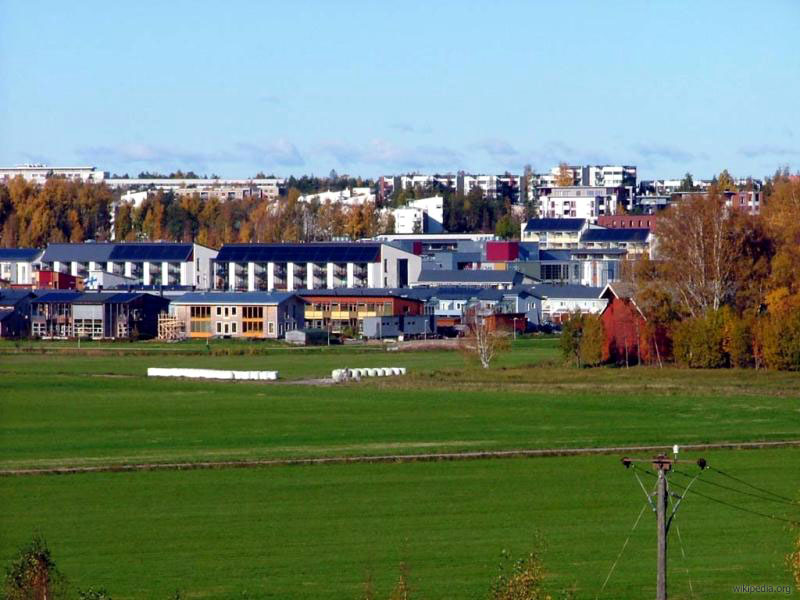
Habitations à Latokartano. Dans le fond les immeubles d'habitation de Pihlajamäki.

Latokartano (en suédois : Ladugården) est une section du quartier de Viikki à Helsinki en Finlande. Latokartano est aussi un  district d'Helsinki.

## Description
Section de Latokartano
La section de Latokartano a une superficie de 2,0 km2, sa population s'élève à 7 921 habitants au 1er janvier 2010 et elle offre 341 emplois au 31 août 2008.
District de Latokartano
Le district de Latokartano a une superficie de 10,037 km2, sa population s'élève à 21 149 habitants au 1er janvier 2010 et elle offre 5 521 emplois au 31 août 2008.

## Galerie

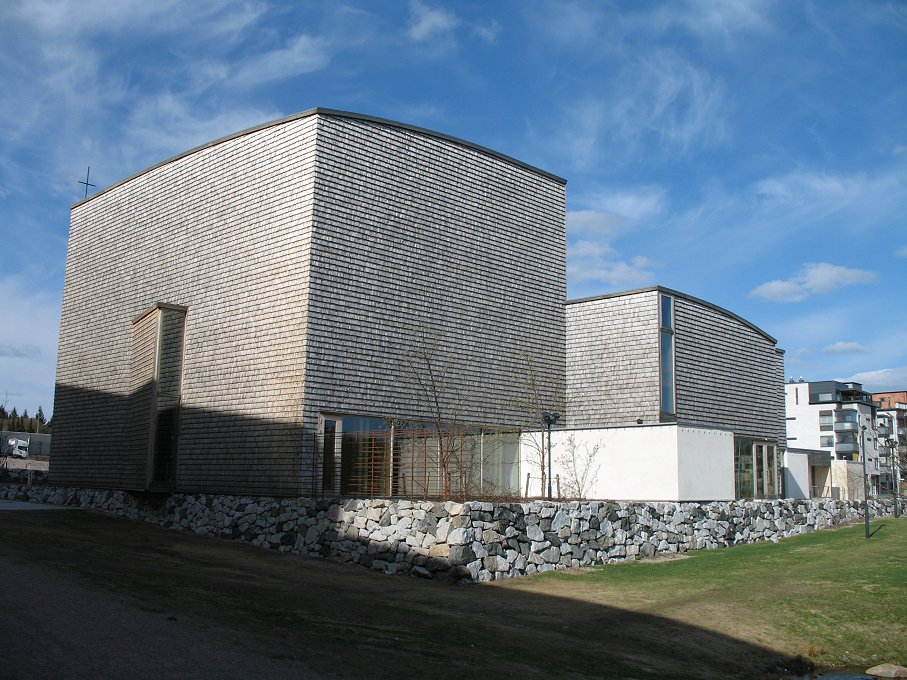
L'église de Viikki à Latokartano.
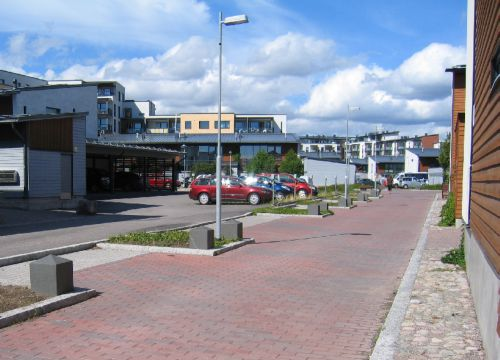
Rue piétonne de Latokartano.